# Ralph Milne
Ralph Milne (* 13. Mai 1961 in Dundee; † 6. September 2015 ebenda) war ein schottischer Fußballspieler.

## Sportlicher Werdegang
Milne begann mit dem Fußballspielen beim Dundee Celtic Boys Club. Anfang 1976 schloss er sich Dundee United an, wo er in der Spielzeit 1979/80 in die Wettkampfmannschaft aufrückte und sich schnell als Stammspieler etablierte. 1981 erreichte er mit dem Klub das Endspiel um den Scottish FA Cup, das im Wiederholungsspiel gegen die Glasgow Rangers verloren ging. Im November kam es im Rahmen des Endspiels um den Scottish League Cup zur Neuauflage des Duells, trotz des zwischenzeitlichen 1:0-Führungstreffers von Milne zog die Mannschaft durch Tore von Davie Cooper und Ian Redford erneut den Kürzeren. Im UEFA-Pokal 1981/82 erreichte er mit der Mannschaft zudem das Viertelfinale, dabei war er in jeder der vorhergehenden Runden gegen AS Monaco, Borussia Mönchengladbach und KFC Winterslag mindestens einmal als Torschütze erfolgreich gewesen. Trotz eines 2:0-Heimspielerfolges setzte sich der FK Radnički Niš mit einem 3:0-Sieg in Jugoslawien durch.
Es folgte die erfolgreichste Zeit in der Karriere Milnes: In der Spielzeit 1982/83 glänzte Milne als regelmäßiger Torschütze und führte mit 16 Saisontoren Dundee United zur ersten Meisterschaft der Vereinsgeschichte. Auch im Europapokal der Landesmeister 1983/84 war er der torgefährlichste Spieler der Schotten, die bis ins Halbfinale des Wettbewerbs vorstießen. In einem engen Duell gegen den AS Rom schied Dundee United nach einem 2:0-Heimspielerfolg und einer 0:3-Auswärtsniederlage im Stadio Olimpico aus. 
In den folgenden Jahren kam es zunehmend zu Spannungen zwischen Milne und Trainer Jim McLean. Milne rutschte zunehmend in eine Alkoholabhängigkeit und der Disziplinanhänger McLean bestrafte jedes noch so kleine Vergehen rigoros. Nachdem der Trainer Kevin Gallacher den Vorzug gab, wurde Milne letztlich Anfang 1987 an Charlton Athletic in die englische First Division verkauft. Nachdem er in den ersten drei Runde im UEFA-Pokal 1986/87 noch gespielt und zumindest in der ersten Runde gegen RC Lens auch getroffen hatte, erreichte die Mannschaft ohne ihn die – letztlich verlorenen – Endspiele gegen den schwedischen Vertreter IFK Göteborg.
Bei seinem neuen Klub war Milne anfangs gesetzt und stand somit auch in der Mannschaft, die im März 1987 das Endspiel um den Full Members Cup austrug. Dieses ging jedoch gegen die Blackburn Rovers verloren. Zunehmend rückte er im weiteren Saisonverlauf ins zweite Glied. Nachdem die Mannschaft die Saison auf dem Relegationsplatz beendet hatte, rettete sie die Klasse in den Play-off-Spielen gegen Leeds United. Dabei war Milne lediglich im Hinspiel als Einwechselspieler zum Einsatz gekommen. In der Hinrunde der Spielzeit 1987/88 kam er weiters nur unregelmäßig zu Spielzeit und wurde letztlich von Trainer Lennie Lawrence aus dem Kader gestrichen.
Im Januar 1988 wechselte Milne in die drittklassige Third Division zu Bristol City. Hier verpasste er am Saisonende in den Play-offs den Aufstieg in die Second Division, hatte aber durch gute Leistungen wieder höherklassig auf sich aufmerksam gemacht. Im November 1988 lotste ihn sein schottischer Landsmann Alex Ferguson zu Manchester United, nachdem der Klub nach einer Serie von neun sieglosen Spielen ins hintere Tabellendrittel abgerutscht war. Bis zum Saisonende bestritt er 22 Meisterschaftsspiele und erzielte drei Tore, dennoch reichte es lediglich zum elften Tabellenplatz. Im Sommer 1989 verpflichtete Manchester United mit Danny Wallace einen neuen Spieler für die linke Außenbahn, der zusammen mit Nachwuchsmann Lee Sharpe ihn aus dem Kader drängte. Nachdem er in der ersten Hälfte der Spielzeit 1989/90 nur noch einen Ligaeinsatz als Einwechselspieler verbuchen konnte, lieh ihn der Verein daher ab Januar für die restliche Spielzeit an den Zweitligisten West Ham United aus. Hier lief er noch einmal im League Cup auf, ehe eine Verletzung das vorzeitige Saisonende bedeutete. 
Nach seiner Rückkehr zu Manchester United wurde Milne ins Reserveteam gesteckt. Dort fiel er jedoch vor allem durch sein Alkoholproblem auf, da er Trainings und Spiele verpasste. Nach seinem Vertragsende im Sommer 1991 fand er zunächst keinen Verein, bevor er ein Jahr für den Sing Tao SC in der Hong Kong First Division League auflief. Anschließend kehrte er nach Großbritannien zurück, beendete jedoch die Karriere, als er keinen neuen Arbeitgeber fand.
2009 wurde Milne in die Ruhmeshalle von Dundee United eingeführt. Im Sommer 2015 erlag er im Alter von 54 Jahren einem alkoholbedingten Leberleiden.